# Bambusa gracilis
Nomes populares: Bambuzinho-de-jardim, bambú-de-jardim, bambuzinho-amarelo, bambuza.
Com folhagem de cor e textura fina, coloração amarelo-limão e ciclo de vida perene, usa-se muito em jardins e muros, não podendo faltar no jardim japonês. Deve ser cultivado a pleno sol ou meia-sombra, em solo fértil enriquecido com composto orgânico, com regas periódicas.
Tolerante ao frio.
Uma angiosperma monocotiledônea,ou seja, têm raízes fasciculadas (em cabeleira) possui folhas paraleninérveas e dois cotilédones,o que explica o termo inicial.
A autoridade científica da espécie é hort. ex Rivière & C. Rivière, tendo sido publicada em Bulletin de la Societe Nationale d'Acclimatation de France 3: 5: 682. 1878.